# Pierre Allix
Pierre Allix (Alençon, Normandia, 5 de dezembro de 1641 – Londres, 3 de março de 1717) foi um teólogo, reformador, divino protestante e controversista francês. Foi sacerdote em Champagne e Charenton. A revogação do Edito de Nantes em 1685 o obrigou a se refugiar em Londres.

## Obras
- "Some Remarks upon the ecclesiastical history of the ancient churches of Piedmont", (Algumas notas sobre a história eclesiástica das antigas igrejas do Piemonte), Londres, 1680;

- Remarks upon the ecclesiastical history of the ancient churches of the Albigenses, (Notas sobre a história eclesiástica das igrejas dos Albigenses), Londres, 1692;
- Réflexions sur les livres de l'Écriture Sainte, (Reflexões sobres os livros da Sagrada Escritura), 2 volumes, Amsterdam 1689.